# CIC-Mont Ventoux 2025
Le CIC - Mont Ventoux est la 6e édition de cette course et a lieu le 17 juin 2025. Cette course cycliste d'un jour est la 14e manche de la Coupe de France et fait partie du calendrier UCI ProSeries 2025 en catégorie 1.Pro (deuxième niveau mondial). Cette course fait son retour après un an d'absence, lié au passage de la flamme olympique sur le Mont Ventoux, malgré des incertitudes financières. 50 000 euros manquaient encore au budget au début du mois de janvier 2025.

## Présentation

### Équipes participantes
| WorldTeams (6)- EF Education-EasyPost - Cofidis - Decathlon AG2R La Mondiale Team - Groupama-FDJ - Movistar Team - Arkéa-B&B Hotels ProTeams (8)- Lotto - Israel-Premier Tech - Caja Rural-Seguros RGA - Team TotalEnergies - Equipo Kern Pharma - Uno-X Mobility - Burgos-Burpellet-BH - Euskaltel-Euskadi Équipes continentales (2)- Nice Métropole Côte d'Azur - CIC U Nantes Équipe amateur- Fores-Electro Hiper Europa |
| |

## Classements

### Classement final
| \| Classement général \| Classement général \| Classement général \| Classement général \| Classement général \| \| Coureur \| Coureur \| Pays \| Équipe \| Temps \| \| ------------------ \| ------------------ \| ------------------ \| ------------------ \| ------------------ \| |         |      |        |       |
| |         |      |        |       |
| |         |      |        |       |
| Classement général |         |      |        |       |
| Coureur | Coureur | Pays | Équipe | Temps |

## Liste des participants
| Légende | Légende                                                                    | Légende | Légende                                                    |
| ------- | -------------------------------------------------------------------------- | ------- | ---------------------------------------------------------- |
| Num     | Dossard de départ porté par le coureur sur le CIC-Mont Ventoux             | Pos     | Position à l'arrivée de la course                          |
|         | Indique un maillot de champion national ou mondial, suivi de sa spécialité | NP      | Indique un coureur qui n'a pas pris le départ de la course |
| AB      | Indique un coureur qui n'a pas terminé la course                           | HD      | Indique un coureur qui a terminé la course hors des délais |
| DSQ     | Indique un coureur qui a été disqualifié de la course                      |         |                                                            |